# Charles Starrett
Charles Starrett (Athol, 28 marzo 1903 – Borrego Springs, 22 marzo 1986) è stato un attore statunitense noto per aver interpretato il personaggio di Durango Kid.

## Biografia
Dopo essersi diplomato alla Worcester Academy nel 1922, Starrett andò a studiare al Dartmouth College, dove entrò nella squadra di  football americano locale e, nel 1926, venne scritturato per interpretare il ruolo di un giocatore nel film The Quarterback.
Iniziò a farsi conoscere interpretando il ruolo del protagonista romantico in Tira e molla (1930), interpretato anche da Miriam Hopkins, Carole Lombard e Frank Morgan, recitando poi nella produzione canadese Balenieri della Viking (1931), un progetto della Paramount Pictures.
Dopo essere stato molto attivo nei successivi due anni, ma con ruoli insignificanti, interpretò Our Betters (1933) e Murder on the Campus (1933). Contribuì alla organizzazione del sindacato Screen Actors Guild, e nel 1936 interpretò il ruolo del giovane medico Orion in Along Came Love, con Irene Hervey. Quindi firmò un contratto con la Columbia Pictures, divenendo una delle prime dieci stelle occidentali, protagonista di 115 film nei successivi sedici anni.

### Durango Kid
Dopo aver interpretato vari ruoli di sceriffo e ranger, Starrett conquistò la fama con il ruolo di Durango Kid. Interpretò il famoso personaggio per la prima volta nel 1940, ma, per un motivo sconosciuto, la Columbia non ritenne opportuno continuare con la serie in quel momento.
Il personaggio venne ripreso nel 1944 e fu protagonista di numerose pellicole fino al 1952. Dub Taylor, nel ruolo di "Cannonball", lavorò con Starrett fino al 1946. A quell'epoca, Smiley Burnette, che era stato un compagno molto popolare di Gene Autry, venne scritturato per sostituire Taylor. Burnette, in modo abbastanza appropriato, interpretò un personaggio chiamato Smiley Burnette. I film con Durango Kid combinavano vigorose sequenze d'azione - spesso velocizzate dai movimenti della macchina fotografica - con acrobazie spettacolari eseguite dallo stuntman (e futuro attore) Jock Mahoney - accompagnate da musica di genere western. In ogni film era presente un gruppo di cantanti, e molti davano libero sfogo al canto, accompagnati da Burnette.

## Ultimi anni
Starrett, che già proveniva da un ambiente facoltoso, concluse la sua carriera di attore all'età di quarantotto anni, quando ebbe fine la serie di Durango Kid. Sulla rivista degli ex alunni di Dartmouth, dichiarò un giorno che la maggior parte dei suoi vicini in California pensavano che egli fosse un banchiere in pensione.
Starrett morì di cancro a Borrego Springs nel 1986, all'età di 82 anni.
Alcuni irriducibili collezionisti di film e video si appassionano tutt'oggi ai film di Durango Kid, ma molti di essi sono ancora rinchiusi negli archivi degli Studios della Columbia, e solo alcuni di essi sono stati recentemente messi in onda su The Movie Channel (TMC).
Nei film di Durango Kid il protagonista era normalmente chiamato "Steve" (il suo cognome mutava di film in film) ma poteva cambiare abiti e cavalli per diventare l'eroe dietro la maschera nera. I cavalli si chiamavano "Bullet" (Steve) e "Raider" (Durango).

## Filmografia
- Foot Ball (The Quarterback), regia di Fred C. Newmeyer (1926)
- La famiglia reale di Broadway (The Royal Family of Broadway), regia di George Cukor, Cyril Gardner (1930)
- Tira e molla (Fast and Loose), regia di Fred C. Newmeyer (1930)
- Balenieri della Viking (The Viking), regia di Varick Frissell, George Melford (1931)
- Cuore d'amanti (Lady and Gent), regia di Stephen Roberts (1932)
- La maschera di Fu Manchu (The Mask of Fu Manchu), regia di Charles Brabin (1932)
- Our Betters, regia di George Cukor (1933)
- Murder on the Campus, regia di Richard Thorpe (1933)
- Il treno fantasma (The Silver Streak), regia di Thomas Atkins (1934)
- La rosa del sud (So Red the Rose), regia di King Vidor (1935)
- Along Came Love, regia di Bert Lytell (1936)
- The Durango Kid, regia di Lambert Hillyer (1940)
- The Return of the Durango Kid, regia di Derwin Abrahams (1945)
- Both Barrels Blazing, regia di Derwin Abrahams (1945)
- Rustlers of the Badlands, regia di Derwin Abrahams (1945)
- Outlaws of the Rockies, regia di Ray Nazarro (1945)
- Blazing the Western Trail, regia di Vernon Keays (1945)
- Lawless Empire, regia di Vernon Keays (1945)
- Texas Panhandle, regia di Ray Nazarro (1945)
- Frontier Gunlaw, regia di Derwin Abrahams (1946)
- Roaring Rangers, regia di Ray Nazarro (1946)
- Gunning for Vengeance, regia di Ray Nazarro (1946)
- Galloping Thunder, regia di Ray Nazarro (1946)
- Two-Fisted Stranger, regia di Ray Nazarro (1946)
- The Desert Horseman, regia di Ray Nazarro (1946)
- Heading West, regia di Ray Nazarro (1946)
- Landrush, regia di Vernon Keays (1946)
- Terror Trail, regia di Ray Nazarro (1946)
- The Fighting Frontiersman, regia di Derwin Abrahams (1946)
- South of the Chisholm Trail, regia di Derwin Abrahams (1947)
- The Lone Hand Texan, regia di Ray Nazarro (1947)
- West of Dodge City, regia di Ray Nazarro (1947)
- Law of the Canyon, regia di Ray Nazarro (1947)
- Prairie Raiders, regia di Derwin Abrahams (1947)
- The Stranger from Ponca City, regia di Derwin Abrahams (1947)
- Riders of the Lone Star, regia di Derwin Abrahams (1947)
- Buckaroo from Powder River, regia di Ray Nazarro (1947)
- Last Days of Boot Hill, regia di Ray Nazarro (1947)
- Six-Gun Law, regia di Ray Nazarro (1948)
- Phantom Valley, regia di Ray Nazarro (1948)
- West of Sonora, regia di Ray Nazarro (1948)
- Whirlwind Raiders, regia di Vernon Keays (1948)
- Blazing Across the Pecos, regia di Ray Nazarro (1948)
- Trail to Laredo, regia di Ray Nazarro (1948)
- El Dorado Pass, regia di Ray Nazarro (1948)
- Quick on the Trigger, regia di Ray Nazarro (1948)
- Challenge of the Range, regia di Ray Nazarro (1949)
- Desert Vigilante, regia di Fred F. Sears (1949)
- Laramie, regia di Ray Nazarro (1949)
- The Blazing Trail, regia di Ray Nazarro (1949)
- Bandits of El Dorado, regia di Ray Nazarro (1949)
- Horsemen of the Sierras, regia di Fred F. Sears (1949)
- Renegades of the Sage, regia di Ray Nazarro (1949)
- Trail of the Rustlers, regia di Ray Nazarro (1950)
- Outcasts of Black Mesa, regia di Ray Nazarro (1950)
- Texas Dynamo, regia di Ray Nazarro (1950)
- La Strade di Ghost Town (Streets of Ghost Town), regia di Ray Nazarro (1950)
- Across the Badlands, regia di Fred F. Sears (1950)
- Raiders of Tomahawk Creek, regia di Fred F. Sears (1950)
- Frontier Outpost, regia di Ray Nazarro (1950)
- Lightning Guns, regia di Fred F. Sears (1950)
- Prairie Roundup, regia di Fred F. Sears (1951)
- Ridin' the Outlaw Trail, regia di Fred F. Sears (1951)
- Fort Savage Raiders, regia di Ray Nazarro (1951)
- Snake River Desperadoes, regia di Fred F. Sears (1951)
- Bonanza Town, regia di Fred F. Sears (1951)
- Cyclone Fury, regia di Ray Nazarro (1951)
- The Kid from Amarillo, regia di Ray Nazarro (1951)
- Pecos River, regia di Fred F. Sears (1951)
- Smoky Canyon, regia di Fred F. Sears (1952)
- The Hawk of Wild River, regia di Fred F. Sears (1952)
- Laramie Mountains, regia di Ray Nazarro (1952)
- The Rough, Tough West, regia di Ray Nazarro (1952)
- Junction City, regia di Ray Nazarro (1952)
- The Kid from Broken Gun, regia di Fred F. Sears (1952)